# Piwniczna-Zdrój
Piwniczna-Zdrój è un comune urbano-rurale polacco del distretto di Nowy Sącz, nel voivodato della Piccola Polonia.
Ricopre una superficie di 126,7 km² e nel 2004 contava 10 328 abitanti.